# Leichtathletik-Europameisterschaften 1958/80 m Hürden der Frauen

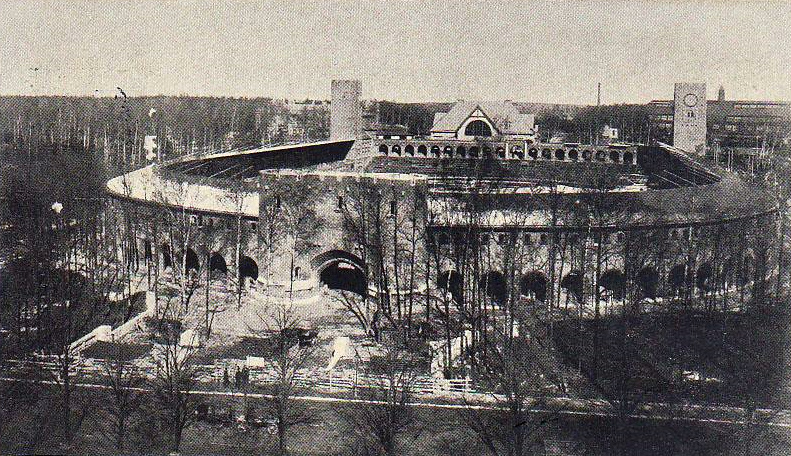
Offizielle Ansichtskarte des Stockholmer Olympiastadions aus dem Jahr 1912

Der 80-Meter-Hürdenlauf der Frauen bei den Leichtathletik-Europameisterschaften 1958 wurde vom 20. bis 22. August 1958 im Stockholmer Olympiastadion ausgetragen.
Die deutschen Hürdensprinterinnen gewannen mit Silber und Bronze zwei Medaillen in diesem Wettbewerb. Europameisterin wurde Galina Bystrowa aus der Sowjetunion. Sie gewann vor der Weltrekordlerin Zenta Kopp, frühere Zenta Gastl. Bronze ging an die Olympiazweite von 1956 Gisela Birkemeyer, frühere Gisela Köhler.

## Rekorde

### Bestehende Rekorde
| Weltrekord   | 10,6 s | Zenta Gastl           | Frechen, BR Deutschland (heute Deutschland) | 29. Juli 1956   |
| Europarekord | 10,6 s | Zenta Gastl           | Frechen, BR Deutschland (heute Deutschland) | 29. Juli 1956   |
| EM-Rekord    | 11,0 s | Marija Golubnitschaja | EM Bern, Schweiz                            | 28. August 1954 |

Anmerkung: 
Die Weltrekordlerin Zenta Gastl startete nach ihrer Heirat – unter anderem auch hier bei diesen Europameisterschaften – unter dem Namen Zenta Kopp.

### Rekordeinstellung / -verbesserung
Der bestehende EM-Rekord wurde bei diesen Europameisterschaften einmal egalisiert und einmal verbessert.
- Rekordegalisierung: 11,0 s – Zenta Kopp (Deutschland), dritter Vorlauf am 20. August bei einem Rückenwind von 0,4 m/s
- Rekordverbesserung: 10,7 s – Galina Bystrowa (Sowjetunion), erstes Halbfinale am 21. August bei einem Rückenwind von 0,7 m/s

## Vorrunde
20. August 1958, 17.35 Uhr
Die Vorrunde wurde in vier Läufen durchgeführt. Die ersten drei Athletinnen pro Lauf – hellblau unterlegt – qualifizierten sich für das Halbfinale.
Es ist kaum nachvollziehbar, was die Veranstalter sich bei dieser Vorlaufeinteilung gedacht haben. Von den vierzehn Starterinnen schieden lediglich zwei aus. In zwei Vorläufen waren die Teilnehmerinnen automatisch für die nächste Runde qualifiziert, wenn sie nur das Ziel erreichten. Alternativ wäre es problemlos möglich gewesen, die Qualifikationsrennen so anzusetzen, dass die Halbfinalläufe entfallen – zum Beispiel mit drei Vorläufen, aus denen sich die jeweils beiden Ersten für das Finale qualifiziert hätten. So wäre von Beginn an eine echte Wettbewerbssituation zustande gekommen.

### Vorlauf 1
Wind: +0,7 m/s
| Platz | Name             | Nation      | Zeit (s) |
| ----- | ---------------- | ----------- | -------- |
| 1     | Galina Bystrowa  | Sowjetunion | 11,1     |
| 2     | Marthe Djian     | Frankreich  | 11,2     |
| 3     | Anneliese Karl   | Deutschland | 11,5     |
| 4     | Snezhana Zhalova | Bulgarien   | 11,6     |

### Vorlauf 2
Wind: +1,0 m/s
| Platz | Name              | Nation         | Zeit (s) |
| ----- | ----------------- | -------------- | -------- |
| 1     | Carole Quinton    | Großbritannien | 11,1     |
| 2     | Nelli Jelissejewa | Sowjetunion    | 11,1     |
| 3     | Friedl Murauer    | Österreich     | 11,4     |

### Vorlauf 3
Wind: +0,4 m/s
| Platz | Name               | Nation           | Zeit (s) |
| ----- | ------------------ | ---------------- | -------- |
| 1     | Zenta Kopp         | Deutschland      | 11,0 CRe |
| 2     | Wilf Bakker-Cysouw | Niederlande      | 11,5     |
| 3     | Miroslava Trkalová | Tschechoslowakei | 11,6     |

### Vorlauf 4

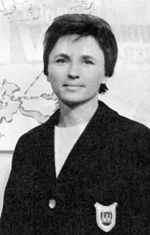
Milka Babović war als Vierte des vierten Vorlaufs eine von zwei Läuferinnen, die das Halbfinale nicht erreichten

Wind: +0,9 m/s
| Platz | Name                | Nation      | Zeit (s) |
| ----- | ------------------- | ----------- | -------- |
| 1     | Gisela Birkemeyer   | Deutschland | 11,1     |
| 2     | Walentyna Maslowska | Sowjetunion | 11,4     |
| 3     | Maria Musso         | Italien     | 11,5     |
| 4     | Milka Babović       | Jugoslawien | 11,6     |

## Halbfinale
21. August 1958, 18.10 Uhr
In den beiden Halbfinalläufen qualifizierten sich die jeweils ersten drei Athletinnen – hellblau unterlegt – für das Finale.

### Lauf 1
Wind: +0,7 m/s
| Platz | Name               | Nation      | Zeit (s) |
| ----- | ------------------ | ----------- | -------- |
| 1     | Galina Bystrowa    | Sowjetunion | 10,7 CR  |
| 2     | Zenta Kopp         | Deutschland | 10,9     |
| 3     | Wilf Bakker-Cysouw | Niederlande | 11,5     |
| 4     | Maria Musso        | Italien     | 11,5     |
| 5     | Friedl Murauer     | Österreich  | 11,8     |
| DNF   | Marthe Djian       | Frankreich  |          |

### Lauf 2
Wind: +1,0 m/s
| Platz | Name                | Nation           | Zeit (s) |
| ----- | ------------------- | ---------------- | -------- |
| 1     | Gisela Birkemeyer   | Deutschland      | 10,8     |
| 2     | Carole Quinton      | Großbritannien   | 10,9     |
| 3     | Nelli Jelissejewa   | Sowjetunion      | 11,0     |
| 4     | Walentyna Maslowska | Sowjetunion      | 11,2     |
| 5     | Anneliese Karl      | Deutschland      | 11,5     |
| 6     | Miroslava Trkalová  | Tschechoslowakei | 11,7     |

## Finale

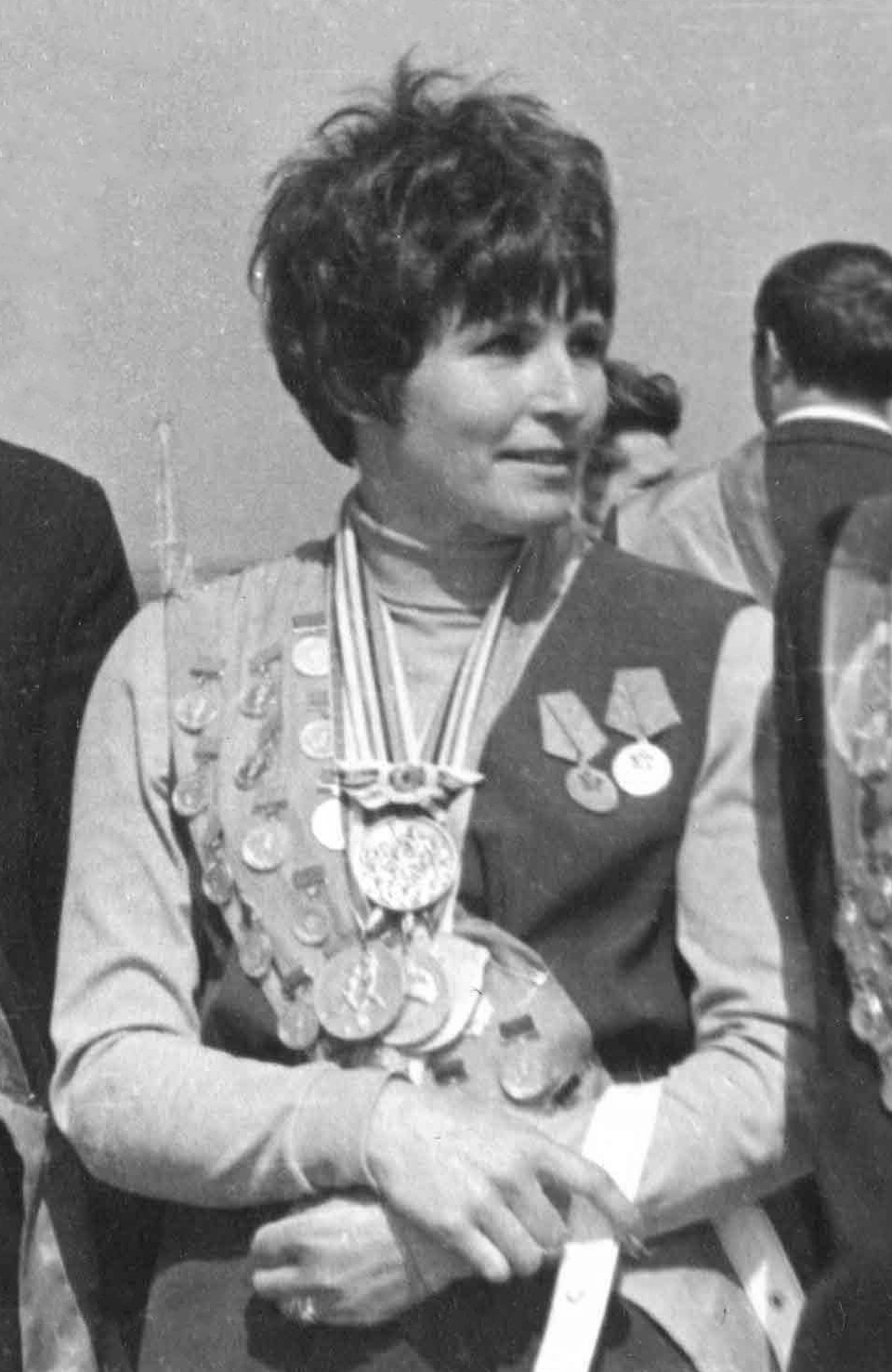
Europameisterin Galina Bystrowa – hier im Jahr 1973 – hatte tags zuvor auch den Titel im Fünfkampf errungen
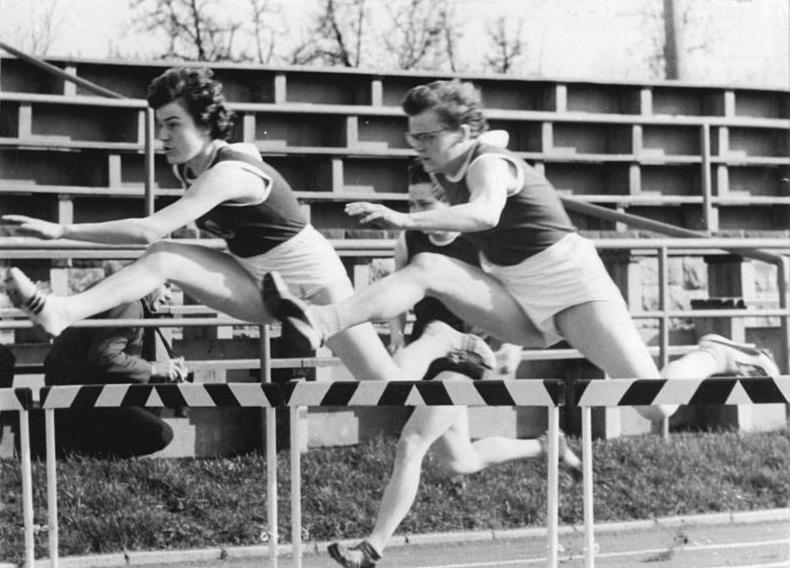
Die Olympiazweite von 1956 Gisela Birkemeyer (rechts), frühere Gisela Köhler, gewann die Bronzemedaille

22. August 1958, 17.10 Uhr
Wind: +0,4 m/s
| Platz | Name               | Nation         | Zeit (s) |
| ----- | ------------------ | -------------- | -------- |
| 1     | Galina Bystrowa    | Sowjetunion    | 10,9     |
| 2     | Zenta Kopp         | Deutschland    | 10,9     |
| 3     | Gisela Birkemeyer  | Deutschland    | 11,0     |
| 4     | Carole Quinton     | Großbritannien | 11,0     |
| 5     | Nelli Jelissejewa  | Sowjetunion    | 11,2     |
| 6     | Wilf Bakker-Cysouw | Niederlande    | 11,5     |